# Kiss (키스의 음반)
《Kiss》는 1974년 2월 18일에 발매된 미국의 하드 록 밴드 키스의 데뷔 스튜디오 음반이다. 이 음반에 수록된 대부분의 자료는 진 시몬스와 폴 스탠리가 전 키스 밴드 위키드 레스터의 멤버로 작곡했다. 시몬스는 녹음과 믹싱의 모든 과정이 3주가 걸렸다고 추정한 반면, 공동 프로듀서인 리치 와이즈는 단지 13일이 걸렸다고 말했다.

## 배경
이 음반은 부다 레코드를 소유한 회사가 소유했던 뉴욕의 벨 사운드 스튜디오에서 녹음되었다. 카사블랑카 레코드의 설립자인 닐 보가트는 카사블랑카를 설립하기 전에 붓다의 중역이었다. 카사블랑카 레코드는 로스앤젤레스 센츄리 플라자 호텔에서 《Kiss》(2월 8일)의 웨스트코스트 발매를 축하하고 언론과 다른 음반업계 임원들에게 키스를 소개하기 위해 파티를 열었다.
카사블랑카 테마에 맞춰, 파티에는 야자수와 험프리 보가트 닮은 모습이 포함되어 있었다. 키스는 그들의 평소 크고 화려한 무대 쇼를 선보였는데, 이것은 워너 브라더스 레코드(카사블랑카의 음반 배급사)가 이 그룹에 대항하게 만들었다. 쇼가 끝난 직후 워너 브라더스는 닐 보가트에게 연락하여 키스가 화장을 지우지 않으면 카사블랑카와의 계약을 끝내겠다고 위협했다. 매니저 빌 아우코인의 후원으로 키스는 거절했다. 키스의 발매 직후 워너 브라더스는 카사블랑카를 계약에서 해제했다.

## 재발매
1980년대 중반, 이 음반은 머큐리 레코드에 의해 스튜디오 버전 대신 〈Nothin' to Lose〉의 라이브 버전과 함께 바이닐과 카세트로 재발매되었다. 스튜디오 버전은 음반이 CD로 발행되고 2014년 바이닐로 재발매되었을 때 복원되었다.

## 평가
| 평가 점수       | 평가 점수 |
| 출처            | 점수      |
| --------------- | --------- |
| AllMusic        | [ 5 ]     |
| Metal Nightfall | [ 6 ]     |
| Pitchfork       | (8.0)     |
| Rolling Stone   | [ 8 ]     |
| Vista Records   | [ 9 ]     |

이 밴드의 홍보와 투어에도 불구하고, 《Kiss》는 히트 싱글 음반 없이 첫 발매 후 약 75,000장이 팔렸다. 1977년 6월 8일, 50만 장을 선적하여 골드 인증을 받았다. 이 음반은 1997년 (키스의 초기 음반 대부분과 함께) 리마스터드 버전으로 재발매되었다.
2003년에 《Kiss》는 필수적인 글램 록 음반의 《스핀》 목록에 포함되었다.
진 시몬스와 에이스 프레일리는 《Kiss》가 그들이 가장 좋아하는 키스 음반이라고 말했다.

## 곡 목록
| #  | 제목                | 작사·작곡            | 리드 보컬                   | 재생 시간 |
| -- | ------------------- | -------------------- | --------------------------- | --------- |
| 1. | 〈Strutter〉        | 폴 스탠리, 진 시몬스 | 스탠리                      | 3:10      |
| 2. | 〈Nothin' to Lose〉 | 시몬스               | 시몬스, 스탠리, 피터 크리스 | 3:27      |
| 3. | 〈Firehouse〉       | 스탠리               | 스탠리                      | 3:17      |
| 4. | 〈Cold Gin〉        | 에이스 프레일리      | 시몬스                      | 4:22      |
| 5. | 〈Let Me Know〉     | 스탠리               | 시몬스, 스탠리              | 2:58      |

| #   | 제목                     | 작사·작곡                        | 리드 보컬              | 재생 시간 |
| --- | ------------------------ | -------------------------------- | ---------------------- | --------- |
| 6.  | 〈Kissin' Time〉         | 칼 만, 버니 로                   | 시몬스, 스탠리, 크리스 | 3:52      |
| 7.  | 〈Deuce〉                | 시몬스                           | 시몬스                 | 3:06      |
| 8.  | 〈Love Theme from Kiss〉 | 스탠리, 시몬스, 프레일리, 크리스 | 기악                   | 2:24      |
| 9.  | 〈100,000 Years〉        | 스탠리, 시몬스                   | 스탠리                 | 3:22      |
| 10. | 〈Black Diamond〉        | 스탠리                           | 크리스, 스탠리         | 5:13      |

## 인증
| 국가                       | 인증 | 판매량/출하량 |
| -------------------------- | ---- | ------------- |
| 캐나다 (뮤직 캐나다)       | 골드 | 50,000^       |
| 미국 (RIAA)                | 골드 | 500,000^      |
| ^출하량을 기반으로 한 인증 |      |               |